# Karel Douša

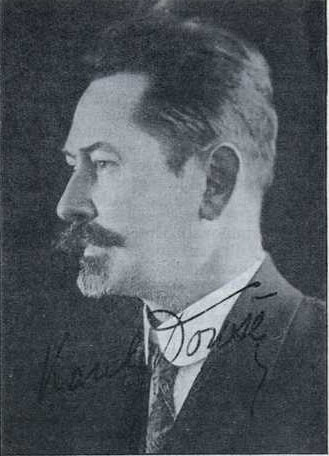
Karel Douša (1876–1944)

Karel Douša (* 28. Januar 1876 in Zlonice; † 3. April 1944 in Prag) war ein tschechischer Komponist, Organist und Chorleiter.

## Leben und Wirken
Karel Douša erhielt seine erste musikalische Ausbildung als Kind in Zlonice beim örtlichen Chorleiter Antonín Wolf. In den Jahren 1891 bis 1894 studierte er an der Orgelschule des Prager Konservatoriums. Danach unterrichtete er Klavier und Musiktheorie an der Klavierschule von Josef Čermák in Prag. Im Jahr 1896 wurde er Chorleiter und Organist bei den Prager Kreuzherren (1896–1898) und zwei Jahre später Chorleiter in der St.-Jakob Basilika in der Prager Altstadt (1898–1904). Danach wirkte er als Chorleiter in der St.-Wenzel Basilika im Prager Stadtteil Smíchov (1904–1907). Den Höhepunkt seiner Karriere erreichte er im Jahr 1907. Als Nachfolger von Josef Förster, dem Vater des Komponisten Josef Bohuslav Foerster, übernahm er die Position des Domkapellmeisters im Prager Veitsdom (1907–1936). Hier blieb er 30 Jahre bis zu seiner Pensionierung.
Im Jahr 1901 übernahm er von Karel Knittl die Leitung des damals größten Prager Chors, Hlahol (1901–1904). Mit Hlahol studierte er z. B. Svatební košile und Stabat Mater von Antonín Dvořák, Psalm 47 von Josef Klička, und Kompositionen von Josef Suk und Vítězslav Novák ein. Ab 1916 unterrichtete er Gesang an einem Prager Gymnasium und im Jahr 1919 wurde er als Professor für Kirchengesang und Orgel an das Prager Konservatorium berufen.
Im Jahr 1899 gründete er den gemischten Chor Oratorní sdružení (Oratorienverein), mit dem er z. B. Kompositionen von Orlando di Lasso, Palestrina, das Oratorium L’Enfance du Christ von Hector Berlioz und Stabat Mater von Giuseppe Verdi aufführte. Mit dem Oratorienverein studierte er auch viele Kompositionen alter böhmischer Meister ein, deren begeisterter Sammler er war. Diese geistlichen Konzerte, die im Prager Rudolfinum stattfanden, erzielten beachtliche Erfolge. Während des Ersten Weltkrieges organisierte er mit dem Oratorienverein Benefizkonzerte zugunsten von Witwen und Waisen gefallener Soldaten. Beim Tschechoslowakischen Verband der Musikschaffenden (Československá jednota hudebních stavů) gründete er einen Unterstützungsfonds für Witwen und Waisen gefallener Musiker. Mittel für diesen Fonds sammelte er bei Orgelkonzerten, bei denen er auch selber auftrat.
Neben seiner Tätigkeit als aktiver Musiker, Pädagoge und Komponist sammelte er Werke alter tschechischer Meister. Er rekonstruierte und bereitete für den Druck alle erhaltenen Kompositionen von Bohuslav Matěj Černohorský, die Motetten von František Ignác Tůma, Requiem solemne in c-Moll und Stabat Mater von Jan Zach, zwei lateinische Opern von František Xaver Brixi und eine Reihe kleinerer Kompositionen und Arien von Josef Seeger, Josef Sehling, Augustin Šenkýř und Josef Mysliveček.
Der Schwerpunkt seines kompositorischen Schaffens lag auf geistlicher Musik. Er schrieb Messen, Vesper, Litanei, Te Deum, lateinische, tschechische und altslawische Motetten und Lieder.

## Werke
Werke von Karel Douša, Auswahl:

### Geistliche Musik
- Missa in honorem Santi Venceslai op. 5 (1898) – erhielt im Jahr 1900 einen Preis der Tschechischen Akademie (Česká Akademie)
- Missa solemnis op. 10 für Soli, gemischten Chor, Orchester und Orgel (1908)
- Missa ín honorem Sancti Joannis Baptistae op. 16 für Soli, gemischten Chor, Orchester und Orgel (1912)
- Staroslovanská a latinská mše ke cti sv. Jana Nepomuckého op. 20 – „Altslawische und lateinische Messe zu Ehren von St. Johannes Nepomuk“
- Missa glagoljskaja op. 21 resp. 21a für gemischten Chor resp. Männerchor
- Litanie o nejsvětějším jménu Ježíš a Otče náš op. 8 – „Litanei vom allerheiligsten Namen Jesu und Vater Unser“
- Litanie Ss. Nominis Jesu op. 9 für Soli und gemischten Chor
- Te Deum op. 12 für Soli, gemischten Chor, Orchester und Orgel
- Regina coeli für Sopran, Alt und Orgel oder gemischten Chor und Orgel (1910)
- Ecce sacerdos magnus op. 14 für gemischten Chor (1910)
- Výtky Spasitelovy – Improperia für gemischten Chor

### Andere Werke
- Pět písní pro střední hlas a klavír op. 2 (1901) – „Fünf Lieder für eine mittlere Stimme und Klavier“ auf einen Text von Josef Václav Sládek
- Tři písně pro ženský sbor op. 11 (1907): 1. Listí padá, 2. Májová noc, 3. Marné námluvy – „Drei Lieder für Frauenchor: 1. Die Blätter fallen, 2. Nacht im Mai, 3. Vergebliche Werbung“
- Klavírní obrázky op.3 (1901) – „Klavierbilder“